# 4e étape du Tour d'Espagne 2016
La 4e étape du Tour d'Espagne 2016 s'est déroulée le mardi 23 août 2016, entre Betanzos et San Andrés de Teixido.

## Résultats

### Classement de l'étape
| \| Classement de l'étape \| Classement de l'étape \| Classement de l'étape \| Classement de l'étape \| Classement de l'étape \| \| Coureur \| Coureur \| Pays \| Équipe \| Temps \| \| --------------------- \| --------------------- \| --------------------- \| --------------------- \| --------------------- \| \| 1er \| Lilian Calmejane \| France \| Direct Énergie \| 4 h 05 min 19 s \| \| 2e \| Darwin Atapuma \| Colombie \| BMC Racing Team \| + 15 s \| \| 3e \| Benjamin King \| États-Unis \| Cannondale-Drapac \| + 15 s \| |                  |            |                   |                 |
| |                  |            |                   |                 |
| Source : ProCyclingStats |                  |            |                   |                 |
| Classement de l'étape |                  |            |                   |                 |
| Coureur | Coureur          | Pays       | Équipe            | Temps           |
| 1er | Lilian Calmejane | France     | Direct Énergie    | 4 h 05 min 19 s |
| 2e | Darwin Atapuma   | Colombie   | BMC Racing Team   | + 15 s          |
| 3e | Benjamin King    | États-Unis | Cannondale-Drapac | + 15 s          |

### Classement général
| \| Classement général \| Classement général \| Classement général \| Classement général \| Classement général \| \| Coureur \| Coureur \| Pays \| Équipe \| Temps \| \| ------------------ \| ------------------ \| ------------------ \| ------------------ \| ------------------ \| \| 1er \| Darwin Atapuma \| Colombie \| BMC Racing Team \| 13 h 23 min 10 s \| \| 2e \| Alejandro Valverde \| Espagne \| Movistar Team \| + 28 s \| \| 3e \| Christopher Froome \| Royaume-Uni \| Team Sky \| + 32 s \| |                    |             |                 |                  |
| |                    |             |                 |                  |
| Source : ProCyclingStats |                    |             |                 |                  |
| Classement général |                    |             |                 |                  |
| Coureur | Coureur            | Pays        | Équipe          | Temps            |
| 1er | Darwin Atapuma     | Colombie    | BMC Racing Team | 13 h 23 min 10 s |
| 2e | Alejandro Valverde | Espagne     | Movistar Team   | + 28 s           |
| 3e | Christopher Froome | Royaume-Uni | Team Sky        | + 32 s           |